# Distrikt Ondores
Der Distrikt Ondores liegt in der Provinz Junín in der Region Junín in Zentral-Peru. Der Distrikt wurde am 27. November 1944 gegründet. Er besitzt eine Fläche von 289 km². Beim Zensus 2017 wurden 1276 Einwohner gezählt. Im Jahr 1993 lag die Einwohnerzahl bei 4035, im Jahr 2007 bei 2571. Sitz der Distriktverwaltung ist die auf einer Höhe von 4100 m nahe dem Südwestufer des Junín-Sees gelegene Ortschaft Ondores mit 586 Einwohnern (Stand 2017). Ondores liegt 18 km nordwestlich der Provinzhauptstadt Junín.

## Geographische Lage
Der Distrikt Ondores liegt im Andenhochland am Südwestufer des Junín-Sees im Nordwesten der Provinz Junín.
Der Distrikt Ondores grenzt im Süden an den Distrikt Junín, im Südwesten an den Santa Bárbara de Carhuacayán (Provinz Yauli), im Westen an den Distrikt Huayllay sowie im äußersten Nordwesten an den Distrikt Vicco (die letzten beiden Distrikte liegen in der Provinz Pasco).